# Гибб, Джеймс
Джеймс Гибб (англ. James Gibb; 7 марта 1918, Монкситон, графство Тайн-энд-Уир — 16 июня 2013) — британский пианист и музыкальный педагог.
Ученик Мэйбл Лэндер. В конце 1930-х гг. играл в оркестре лондонского театра «Юнити» (англ. Unity Theatre, London), состоял в Коммунистической партии Великобритании. Затем участвовал во Второй мировой войне, окончание которой застало его на севере Германии офицером радиосвязи британской артиллерии; некоторое время Гибб продолжал служить в Гамбурге в британском гарнизоне.
В 1949 году Гибб дважды исполнил в Гамбурге третий фортепианный концерт Сергея Прокофьева с Симфоническим оркестром Северогерманского радио под управлением Ханса Шмидта-Иссерштедта, возобновив таким образом исполнительскую карьеру, и в том же году дебютировал на Променадных концертах. В дальнейшем Гибб временами гастролировал в континентальной Европе, выступая, в частности, с такими дирижёрами, как Карло Мария Джулини и Шарль Дютуа. В Англии он много сотрудничал с композиторами современниками, прежде всего с Аланом Роусторном и Константом Ламбертом, исполнял сольные сочинения Бетховена и Шуберта, принял участие в проекте музыкального вещания BBC по трансляции всех клавирных сонат Доменико Скарлатти и Йозефа Гайдна. В 1956 г. вышел из Коммунистической партии в знак протеста против советского вторжения в Венгрию.
С 1967 г. заведовал кафедрой фортепиано в Гилдхоллской школе музыки, преподавал вплоть до 2002 года.
В 1990 г. входил в состав жюри IX Международного конкурса имени Чайковского.